# Castle Semple Loch
Castle Semple Loch ist ein Süßwassersee in den  schottischen Lowlands. Er liegt etwa 20 km südwestlich von Glasgow direkt neben dem kleinen Ort Lochwinnoch im Verwaltungsbezirk Renfrewshire. Der See ist sowohl mit dem Auto über die A737 als auch mit dem Zug von Glasgow aus einfach zu erreichen. Er ist daher ein beliebtes Ausflugsziel und dementsprechend an Wochenenden beziehungsweise an Feiertagen oft überlaufen.
Castle Semple Loch war ursprünglich Teil eines privaten Gutshofs mit gleichem Namen, ist heute aber öffentlich zugänglich und Teil des Clyde Muirshiel Regional Parks. Im Westen des Sees befindet sich unmittelbar angrenzend an Lochwinnoch ein Wassersportzentrum, das unter anderem einen Ruderklub beherbergt. Ein Vogelschutzgebiet der Royal Society for the Protection of Birds liegt am nördlichen Ufer.

## Castle Semple Collegiate Church

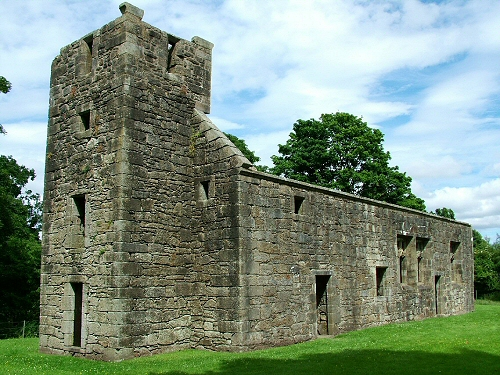
Castle Semple Collegiate Church

Am östlichen Ende des Sees befindet sich die Ruine der Castle Semple Collegiate Church, welche 1505 von John Lord Sempill erbaut wurde. Die Stiftskirche steht an jener Stelle, an der sich zuvor das mittelalterliche Castle Semple befunden hatte, von dem heute aber nicht einmal mehr Ruinen erhalten sind. 
Castle Semple Collegiate Church verfügt über einen quadratischen Kirchturm im Westen und eine dreiseitige Apsis im Osten. Die gut erhaltene Ruine lässt noch heute zahlreiche Details des spätgotischen Baus erkennen und ist über einen Fußweg von Lochwinnoch aus leicht zu erreichen. Sie steht unter dem Schutz der schottischen Denkmalschutzbehörde Historic Scotland.

## Castle Semple House
Castle Semple House war ein neugotisches Herrenhaus am Castle Semple Loch. Es wurde 1735 für Col. William MacDowell erbaut, der für den Neubau das Castleton House, welches an gleicher Stelle gestanden hatten, abreißen ließ. Castle Semple House bildete in seiner Zeit das Zentrum des 3,64 km² großen Castle-Semple-Loch-Anwesens, das den See vollständig einschloss. Castle Semple war vor allem wegen seiner aufwändigen Gartenanlagen berühmt. 
1935 brannte Castle Semple House bis auf die Grundmauern nieder. Die Ruinen des Herrenhauses wurden schließlich 1960 abgerissen. Erhalten sind heute nur noch einige eindrucksvolle Torbögen und ein kleiner Folly-Tempel, der nur der Ästhetik der Gesamtanlage und nie religiösen Zwecken gedient hatte. Dieser so genannte Castle Semple Temple befindet sich auf einem – Temple Hill genannten – Hügel am nordöstlichen Ende des Sees und bietet eine schöne Aussicht über Castle Semple Loch.